# Ming od Hana
Car Ming od Hana (kineski 漢明帝) bio je car Kine iz dinastije Han. U njegovo je doba došlo do širenja budizma po Kini.
Rođen je 28. godine kao princ Yang; roditelji su mu bili car Guangwu od Hana i carica Yin Lihua. Guangwu je oženio Yin 23.
39. je Guangwu učinio Yanga vojvodom Donghaija. Bio je veoma impresioniran Yangom jer je princ pokazivao da je iznimno inteligentan. U to je doba, međutim, krunski princ bio Yangov polubrat, princ Liu Jiang.
43. je car Guangwu Jianga učinio princem Donghaija, a Yanga krunskim princem. Također, promijenio je Yangu ime u Zhuang, jer Yangovo prvotno ime znači "sunce"; to bi uzrokovalo znatne probleme ljudima zbog tabua imena. Carevo se osobno ime nije smjelo izgovarati ni zapisati. Ni ime Zhuang nije bilo bez problema i mnogi su pripadnici klana Zhuang morali promijeniti prezime.
51. Zhuang je postao ljubavnik kćeri generala Ma Yuana. Imao je 23 godine, a ona tek 12. Ona je bila njegova omiljena supruga, jer poslije ju je oženio i učinio caricom. Nećakinja carice Me, supruga Jia, također je bila ljubavnica Zhuanga, a rodila mu je sina zvanog Da. Ma je dječaka usvojila.
57. Guangwu je umro i Zhuang je postao car Ming.
60. je Ming svog sina Daa učinio krunskim princem.
66. Ming je dao sagraditi školu konfucijanizma.
Umro je 75. Naslijedio ga je Da kao car Zhang od Hana.